# A Deposição de Cristo no Túmulo
A Deposição de Cristo no Túmulo é uma pintura a óleo sobre tela realizada em Espanha entre 1769 e 1770, por Giovanni Tiepolo. O quadro também é conhecido como O Enterro do Senhor.
A obra fez parte de uma colecção particular portuguesa da família Pinto Basto.
Foi leiloada em 29 de Novembro de 2007 pela leiloeira Leiria e Nascimento, tendo o Estado Português exercido o seu direito de opção de compra, e adquirido a obra por 1,5 milhões de euros.
Em 24 de Janeiro de 2008 foi publicado em Diário da República o decreto nº 2/2008 que consagra a classificação da pintura A Deposição de Cristo no Túmulo como bem de interesse nacional. É actualizada a forma de protecção da pintura a óleo sobre tela, inventariada desde 1939, e salienta-se o "valor patrimonial e cultural de significado para a Nação", justificada pela «genialidade artística e a excelência e relevância patrimonial da obra» de Giovanni Tiepolo, «expressa no valor estético, técnico e material intrínseco» da pintura adquirida pelo Estado Português.
O quadro está exposto no Museu Nacional de Arte Antiga, em Lisboa desde de 16 de Maio de 2008, onde já se encontram outras obras do pintor: Fuga para o Egipto, proveniente, por doação em 1946, da mesma colecção particular e O Triunfo das Artes, incorporado a partir das colecções reais.

## A colecção Pinto Basto
A colecção particular da família Pinto Basto, chegou a reunir cinco obras de Tiepolo, adquiridas no início do século XIX.
- Fuga para o Egipto (actualmente no Museu Nacional de Arte Antiga)
- Deposição de Cristo no Túmulo (ou Enterro do Senhor) (actualmente no Museu Nacional de Arte Antiga)
- Triunfo de Anfitrite (actualmente na Walpone Gallery de Londres)
- Vénus e o Tempo
- Repouso na Fuga para o Egipto (actualmente na Staatsgalerie de Estugarda)